# Campeonato Sul-Americano de Atletismo Júnior de 2007
O Campeonato Sul-Americano de Atletismo Júnior de 2007 foi a 37ª edição da competição de atletismo organizada pela CONSUDATLE para atletas com menos de vinte anos, classificados como júnior ou sub-20. O evento foi realizado no Estádio Ícaro de Castro Melo, em São Paulo, no Brasil, entre 30 e 1 de julho de 2007. Os eventos combinados foram extraídos da classificação do Campeonato Panamericano de Atletismo Júnior de 2007 realizado no mesmo local uma semana depois, de 6 a 8 de julho de 2007. Contou com cerca de 224 atletas de 12 nacionalidades distribuídos em 44 eventos.

## Medalhistas
Esses foram os resultados do campeonato.

### Masculino
| Evento                      | Ouro                                                                       | Ouro      | Prata                                                                              | Prata     | Bronze                                                                                     | Bronze   |
| --------------------------- | -------------------------------------------------------------------------- | --------- | ---------------------------------------------------------------------------------- | --------- | ------------------------------------------------------------------------------------------ | -------- |
| 100 metros                  | Alonso Edward (PAN)                                                        | 10.28 SJA | Álvaro Gómez (COL)                                                                 | 10.47 NJR | Dax Danns (GUY)                                                                            | 10.48    |
| 200 metros                  | Dax Danns (GUY)                                                            | 21.27     | Helder Alves (BRA)                                                                 | 21.35     | Jhon Riascos (COL)                                                                         | 21.53    |
| 400 metros                  | Juan Maturana (COL)                                                        | 47.25     | Helder Alves (BRA)                                                                 | 47.62     | Tássio Gomes (BRA)                                                                         | 47.94    |
| 800 metros                  | Lutimar Paes (BRA)                                                         | 1:50.95   | José Figueira (BRA)                                                                | 1:52.04   | Diego Rincon (COL)                                                                         | 1:52.51  |
| 1 500 metros                | Marvin Blanco (VEN)                                                        | 3:54.71   | Fábio Queiroz (BRA)                                                                | 3:55.21   | Lutimar Paes (BRA)                                                                         | 3:56.82  |
| 5 000 metros                | Robson de Lima (BRA)                                                       | 15:01.05  | Jefferson Peña (COL)                                                               | 15:02.53  | Luis Orta (VEN)                                                                            | 15:04.58 |
| 10 000 metros               | Jefferson Peña (COL)                                                       | 31:06.05  | Ademilson de Moraes Santana (BRA)                                                  | 31:28.28  | Christopher Guajardo (CHI)                                                                 | 32:13.74 |
| 10 km marcha atlética       | Mauricio Arteaga (ECU)                                                     | 43.30.64  | Dejaime Cesar de Oliveira (BRA)                                                    | 44.09.01  | Claudio Villanueva (ECU)                                                                   | 44.24.35 |
| 110 metros barreiras        | Jorge McFarlane (PER)                                                      | 13.94     | José Raúl Matagira (COL)                                                           | 14.23 NJR | Diego de Araújo (BRA)                                                                      | 14.33    |
| 400 metros barreiras        | Juan Maturana (COL)                                                        | 52.43     | Delcio da Fraga (BRA)                                                              | 52.95     | Geormys Jaramillo (VEN)                                                                    | 53.55    |
| 3.000 metros com obstáculos | Marvin Blanco (VEN)                                                        | 9:16.75   | Luis Orta (VEN)                                                                    | 9:18.26   | Derlis Ayala (PAR)                                                                         | 9:29.49  |
| 4×100 metros estafetas      | Colômbia · Jhon Riascos · Álvaro Gómez · Vladimir Valencia · Juan Maturana | 40.48 NJR | Brasil · Ailson Feitosa · Jefferson Lucindo · Rodrigo Patativa · Jeferson Carvalho | 40.66     | Chile · Javier Vivar · Fernando Gómez · Diego Ramos · Santiago Luna                        | 41.78    |
| 4×400 metros estafetas      | Brasil · Wagner Cardoso · Tássio Gomes · Henrique de Souza · Helder Alves  | 3:08.68   | Chile · Daniel Palma · Diego Ramos · Fernando Gómez · Javier Vivar                 | 3:13.85   | Venezuela · RRaúl López · Lucirio Francisco Garrido · Geormys Jaramillo · Heisber Landaeta | 3:15.26  |
| Salto em altura             | Diego Ferrin (ECU)                                                         | 2.12      | Cristóbal Gómez (CHI)                                                              | 2.06      | Simon Villa (COL)                                                                          | 1.98     |
| Salto com vara              | Rodrigo Tenorio (CHI)                                                      | 4.80      | Igor Morales (VEN)                                                                 | 4.50      | Rubén Benítez (ARG)                                                                        | 4.50     |
| Salto em comprimento        | Jorge McFarlane (PER)                                                      | 7.52      | Alafans Delfino (BRA)                                                              | 7.49      | Diego Ferrin (ECU)                                                                         | 7.43     |
| Salto triplo                | Alafans Delfino (BRA)                                                      | 15.53     | Fabian Padron (VEN)                                                                | 14.95     | Carlos Méndez (ECU)                                                                        | 14.81    |
| Arremesso de peso           | Josnner Ortíz (VEN)                                                        | 17.88     | Eder Moreno (COL)                                                                  | 17.28     | Juan Romero (VEN)                                                                          | 16.68    |
| Lançamento de disco         | Luis Schneider (BRA)                                                       | 52.44     | Gerson dos Santos (BRA)                                                            | 52.31     | Mariano Etchehandy (ARG)                                                                   | 49.76    |
| Lançamento do martelo       | Marco Requena (VEN)                                                        | 61.00     | Gabriel Hohnke (BRA)                                                               | 57.24     | Rubén Kaufmann (ARG)                                                                       | 56.07    |
| Lançamento do dardo         | Victor Fatecha (PAR)                                                       | 73.07     | Vicente García (CHI)                                                               | 61.52     | Roberto Zarraga (VEN)                                                                      | 59.03    |
| Decatlo                     | Diego de Araújo (BRA)                                                      | 7100      | José Matagira (COL)                                                                | 6778      | Damian Benedetich (ARG)                                                                    | 6447     |

### Feminino
| Evento                      | Ouro                                                                            | Ouro     | Prata                                                                                     | Prata    | Bronze                                                                                    | Bronze   |
| --------------------------- | ------------------------------------------------------------------------------- | -------- | ----------------------------------------------------------------------------------------- | -------- | ----------------------------------------------------------------------------------------- | -------- |
| 100 metros                  | Rosângela Santos (BRA)                                                          | 11.56    | Bárbara Leôncio (BRA)                                                                     | 11.79    | Yomara Hinestroza (COL)                                                                   | 11.89    |
| 200 metros                  | Bárbara Leôncio (BRA)                                                           | 23.69    | Alejandra Idrobo (COL)                                                                    | 23.97    | Ana da Silva (BRA)                                                                        | 24.05    |
| 400 metros                  | Alejandra Idrobo (COL)                                                          | 54.24    | Elaine Paixão (BRA)                                                                       | 54.80    | Keila Escobar (COL)                                                                       | 54.92    |
| 800 metros                  | Madeleine Rondón (VEN)                                                          | 2:09.43  | Geisiane de Lima (BRA)                                                                    | 2:10.48  | Thayra dos Santos (BRA)                                                                   | 2:11.20  |
| 1 500 metros                | Evangelina Thomas (ARG)                                                         | 4:45.30  | Mônica Possu (COL)                                                                        | 4:46.32  | Geisiane de Lima (BRA)                                                                    | 4:47.70  |
| 3 000 metros                | Viviana Acosta (ECU)                                                            | 10:18.35 | Rocío Huillca (PER)                                                                       | 10:18.41 | Claudia Ramírez (URU)                                                                     | 10:19.94 |
| 5 000 metros                | Claudia Ramírez (URU)                                                           | 18:18.32 | Francisca Alarcón (CHI)                                                                   | 18:32.13 | Luz Moreno (COL)                                                                          | 18:41.82 |
| 10 km marcha atlética       | Ingrid Hernández (COL)                                                          | 48.48.24 | Fariluz Morales (PER)                                                                     | 54.39.28 | Aline Luisa Sausen (BRA)                                                                  | 56.40.81 |
| 100 metros barreiras        | Gisele de Albuquerque (BRA)                                                     | 13.96    | Ljubica Milos (CHI)                                                                       | 14.00    | Jéssica de Souza (BRA)                                                                    | 14.08    |
| 400 metros barreiras        | Keila Escobar (COL)                                                             | 59.26    | Magdalena Mendoza (VEN)                                                                   | 60.29    | Elaine Paixão (BRA)                                                                       | 60.41    |
| 3.000 metros com obstáculos | Rocío Huillca (PER)                                                             | 11:11.57 | Yeimy Ganzalez (COL)                                                                      | 11:11.85 | Luz Moreno (COL)                                                                          | 11:30.82 |
| 4×100 metros estafetas      | Brasil · Josiane Valentim · Bárbara Leôncio · Ana da Silva · Rosângela Santos   | 44.42    | Colômbia · Nelcy Caicedo · Alejandra Idrobo · Yomara Hinestroza · Keila Escobar           | 45.71    | Argentina · Jacqueline Rombaldoni · Jesica Torres · Juliana Menéndez · María Belén Ocampo | 47.27    |
| 4×400 metros estafetas      | Brasil · Kamila Miranda · Natália Oliveira · Liliane dos Santos · Elaine Paixão | 3:43.44  | Argentina · Jacqueline Rombaldoni · Juliana Menéndez · María Belén Ocampo · Jesica Torres | 3:50.43  | Colômbia · Keila Escobar · Anis Canola · Alejandra Idrobo · Yomara Hinestroza             | 3:50.61  |
| Salto em altura             | Tamara Maass (CHI)                                                              | 1.75     | Valdileia Martins (BRA)                                                                   | 1.70     | Aline Santos (BRA) · Gabriela Saravia (PER)                                               | 1.70     |
| Salto com vara              | Keisa Monterola (VEN)                                                           | 4.15     | Diana Leyton (COL)                                                                        | 3.80     | Raissa Schubert (BRA)                                                                     | 3.65     |
| Salto em comprimento        | Vanessa Spínola (BRA)                                                           | 5.79     | Guillercy González (VEN)                                                                  | 5.54     | Karine Farias (BRA)                                                                       | 5.50     |
| Salto triplo                | Gisele de Albuquerque (BRA)                                                     | 12.95    | Feber Hernández (VEN)                                                                     | 12.53    | Simona de Oliveira (BRA)                                                                  | 12.35    |
| Arremesso de peso           | Natalia Ducó (CHI)                                                              | 16.67    | Renata Severiano (BRA)                                                                    | 13.22    | Jéssica Gouvêa (BRA)                                                                      | 13.05    |
| Lançamento de disco         | Fernanda Raquel Borges (BRA)                                                    | 44.44    | Luz Montaño (COL)                                                                         | 43.51    | Samantha da Cuñha (BRA)                                                                   | 41.61    |
| Lançamento do martelo       | Marynna Dias (BRA)                                                              | 57.14    | Carla Michel (BRA)                                                                        | 54.31    | Durkina Freites (VEN)                                                                     | 53.59    |
| Lançamento do dardo         | Jucilene de Lima (BRA)                                                          | 47.53    | Katryna Subeldía (PAR)                                                                    | 45.45    | María Paz Ríos (CHI)                                                                      | 45.06    |
| Heptatlo                    | Giovana Aparecida Cavaleti (BRA)                                                | 4957     | Ana Camila Pirelli (PAR)                                                                  | 4873     | Josiane Valentim (BRA)                                                                    | 4779     |

## Quadro de medalhas (não oficial)
| Ordem | País      | Medalha de ouro | Medalha de prata | Medalha de bronze | Total |
| ----- | --------- | --------------- | ---------------- | ----------------- | ----- |
| 1     | Brasil    | 17              | 17               | 16                | 50    |
| 2     | Colômbia  | 7               | 11               | 8                 | 26    |
| 3     | Venezuela | 6               | 6                | 6                 | 18    |
| 4     | Chile     | 3               | 5                | 3                 | 11    |
| 5     | Peru      | 3               | 2                | 1                 | 6     |
| 6     | Equador   | 3               | 0                | 3                 | 6     |
| 7     | Paraguai  | 1               | 2                | 1                 | 4     |
| 8     | Argentina | 1               | 1                | 5                 | 7     |
| 9     | Guiana    | 1               | 0                | 1                 | 2     |
| 9     | Uruguai   | 1               | 0                | 1                 | 2     |
| 11    | Panamá    | 1               | 0                | 0                 | 1     |

## Pontuação final por país
A pontuação final por países foi publicada. 
| Posição | Nacionalidade | Pontos |
| ------- | ------------- | ------ |
| 1       | Brasil        | 453    |
| 2       | Colômbia      | 248    |
| 3       | Venezuela     | 187    |
| 4       | Chile         | 167.5  |
| 5       | Equador       | 82     |
| 6       | Argentina     | 81     |
| 7       | Peru          | 53.5   |
| 8       | Paraguai      | 35     |
| 9       | Guiana        | 14     |
| 9       | Uruguai       | 14     |
| 11      | Panamá        | 12     |
| 12      | Bolívia       | 9      |

| Posição | Nacionalidade | Pontos |
| ------- | ------------- | ------ |
| 1       | Brasil        | 200.5  |
| 2       | Colômbia      | 133    |
| 3       | Venezuela     | 126    |
| 4       | Chile         | 106.5  |
| 5       | Equador       | 53     |
| 6       | Argentina     | 36     |
| 7       | Peru          | 25     |
| 8       | Paraguai      | 16     |
| 9       | Guiana        | 14     |
| 10      | Panamá        | 12     |
| 11      | Bolívia       | 5      |

| Posição | Nacionalidade | Pontos |
| ------- | ------------- | ------ |
| 1       | Brasil        | 252.5  |
| 2       | Colômbia      | 115    |
| 3       | Chile         | 61     |
| 3       | Venezuela     | 61     |
| 5       | Argentina     | 45     |
| 6       | Equador       | 29     |
| 7       | Peru          | 28.5   |
| 8       | Paraguai      | 19     |
| 9       | Uruguai       | 14     |
| 10      | Bolívia       | 4      |

## Participantes (não oficial)
Uma contagem não oficial produziu o número de 224 atletas de 12 países: 
| - Argentina (20) - Bolívia (3) - Brasil (72) - Chile (34) - Colômbia (28) - Equador (17) | - Guiana (3) - Panamá (3) - Paraguai (9) - Peru (10) - Uruguai (2) - Venezuela (23) |

Legenda
| Recorde mundial       | Recorde mundial (World record)               |                       | Recorde africano                      | Recorde africano (African) |                                           | Q | Classificado por posição (Qualified) |
| Recorde do campeonato | Recorde do campeonato (Championship record)  | Recorde da América    | Recorde da América (Americas)         | q                          | Classificado por melhor tempo (Qualified) |   |                                      |
| Melhor marca do ano   | Melhor marca do ano (World leading)          | Recorde asiático      | Recorde asiático (Asian)              | DNS                        | Não largou (Did not start)                |   |                                      |
| Recorde nacional      | Recorde nacional (National record)           | Recorde europeu       | Recorde europeu (European)            | DNF                        | Não terminou (Did not finish)             |   |                                      |
| Recorde pessoal       | Recorde pessoal do atleta (Personal best)    | Recorde da Oceania    | Recorde da Oceania (Oceania)          | DSQ / DQ                   | Desclassificado (Disqualified)            |   |                                      |
| Recorde da temporada  | Recorde da temporada do atleta (Season best) | Recorde sul-americano | Recorde sul-americano (South America) | NM                         | Sem marca (No mark)                       |   |                                      |